# Olympische Sommerspiele 2004/Leichtathletik – 4 × 400 m (Frauen)
Die 4-mal-400-Meter-Staffel der Frauen bei den Olympischen Spielen 2004 in Athen wurde am 27. und 28. August 2004 im Olympiastadion Athen ausgetragen. In sechzehn Teams nahmen 64 Athletinnen teil.
Olympiasiegerinnen wurden die Läuferinnen der USA mit DeeDee Trotter (Finale), Monique Henderson, Sanya Richards-Ross und Monique Hennagan (Finale) sowie den im Vorlauf eingesetzten Crystal Cox und Moushaumi Robinson.
Sie siegten vor Russland mit Olesja Krasnomowez, Natalja Nasarowa (Finale), Olesja Sykina, Natalja Antjuch (Finale) sowie den außerdem im Vorlauf eingesetzten Natalja Iwanowa und Tatjana Firowa.
Jamaika gewann die Bronzemedaille in der Besetzung Novlene Williams (Finale), Michelle Burgher, Nadia Davy und Sandie Richards sowie der im Vorlauf außerdem eingesetzten Ronetta Smith.
Auch die in den Vorläufen für die Medaillengewinnerinnen eingesetzten Läuferinnen erhielten entsprechendes Edelmetall.
Der deutsche Staffel schied in der Vorrunde aus.

Staffeln aus der Schweiz, Österreich Liechtenstein nahmen nicht teil.

## Aktuelle Titelträgerinnen
| Olympiasiegerinnen 2000                      | USA                 | 3:22,62 min | Sydney 2000        |
| Weltmeisterinnen 2003                        | USA                 | 3:22,63 min | Paris 2003         |
| Europameister 2002                           | Deutschland         | 3:25,10 min | München 2002       |
| Panamerikanischer Meisterinnen 2003          | USA                 | 3:26,40 min | Santo Domingo 2003 |
| Zentralamerika und Karibik-Meisterinnen 2003 | Jamaika             | 3:29,75 min | St. George’s 2003  |
| Südamerika-Meisterinnen 2003                 | Brasilien           | 3:28,64 min | Barquisimeto 2003  |
| Asienmeisterinnen 2003                       | Volksrepublik China | 3:31,30 min | Manila 2003        |
| Afrikameisterinnen 2004                      | Senegal             | 3:29,41 min | Brazzaville 2004   |
| Ozeanienmeisterinnen 2002                    | Australien          | 4:01,71 min | Christchurch 2002  |

## Rekorde

### Bestehende Rekorde
| Weltrekord         | 3:15,17 min | Sowjetunion (Tazzjana Ljadouskaja, Olga Nasarowa, Marija Pinigina, Olha Bryshina) | Finale OS Seoul, Südkorea | 1. Oktober 1988 |
| Olympischer Rekord | 3:15,17 min | Sowjetunion (Tazzjana Ljadouskaja, Olga Nasarowa, Marija Pinigina, Olha Bryshina) | Finale OS Seoul, Südkorea | 1. Oktober 1988 |

Der bestehende olympische Rekord, gleichzeitig Weltrekord, wurde bei diesen Spielen nicht erreicht. Die schnellste Zeit erzielte das siegreiche Team der USA mit 3:19,01 min im Finale. Damit verfehlte diese Staffel den Rekord um 3,84 Sekunden.
- 43,08 s – Belgien (Kim Gevaert, Élodie Ouédraogo, Lien Huyghebaert, Katleen De Caluwé), erster Vorlauf am 26. August

### Rekordverbesserungen
Es wurden zwei Landesrekorde aufgestellt:
- 3:26,89 min – Indien (Rajwinder Kaur, K. M. Beenamol, Chitra Soman, Manjeet Kaur), zweiter Vorlauf am 27. August
- 3:27,88 min – Mexiko (Liliana Allen, Magali Yañez, Ana Guevara, Mayra Marcela González), zweiter Vorlauf am 27. August

## Vorrunde
Es wurden zwei Vorläufe absolviert. Für das Finale qualifizierten sich pro Lauf die ersten drei Staffeln (hellblau unterlegt). Darüber hinaus kamen die zwei Zeitschnellsten, die sogenannten Lucky Loser (hellgrün unterlegt), weiter.
Anmerkung: Alle Zeitangaben sind Ortszeit auf Athen (UTC+2) bezogen.

### Vorlauf 1
27. August 2004, 20:35 Uhr
| Platz | Staffel        | Besetzung                                                                           | Zeit (min) |
| ----- | -------------- | ----------------------------------------------------------------------------------- | ---------- |
| 1     | Russland       | Olesja Krasnomowez Natalja Iwanowa (Vorlauf) Tatjana Firowa (Vorlauf) Olesja Sykina | 3:23,52    |
| 2     | Jamaika        | Ronetta Smith Michelle Burgher Nadia Davy Sandie Richards                           | 3:24,92    |
| 3     | Polen          | Zuzanna Radecka Monika Bejnar Małgorzata Pskit Grażyna Prokopek                     | 3:25,05    |
| 4     | Großbritannien | Christine Ohuruogu Catherine Murphy Helen Karagounis (Vorlauf) Lee McConnell        | 3:26,99    |
| 5     | Rumänien       | Angela Moroșanu Alina Rîpanu Maria Rus Ionela Târlea                                | 3:27,36    |
| 6     | Belarus        | Natallja Salahub Iryna Chljustawa Ilona Ussowitsch Swjatlana Ussowitsch             | 3:27,38    |
| 7     | Kamerun        | Mireille Nguimgo Hortense Béwouda Carole Kaboud Mebam Muriel Noah Ahanda            | 3:29,93    |
| 8     | Nigeria        | Ngozi Nwokocha Gloria Nwosu Halimat Ismaila Christy Ekpukhon Inuhaegbo              | 3:30,78    |

### Vorlauf 2
27. August 2004, 20:44 Uhr
| Platz | Staffel      | Besetzung                                                                                | Zeit (min) | Anmerkung |
| ----- | ------------ | ---------------------------------------------------------------------------------------- | ---------- | --------- |
| 1     | USA          | Crystal Cox (Vorlauf) Moushaumi Robinson (Vorlauf) Monique Henderson Sanya Richards-Ross | 3:23,79    |           |
| 2     | Griechenland | Kharikleia Bouda Chrysoula Goudenoudi Dimitra Dova Fani Chalkia                          | 3:26,70    |           |
| 3     | Indien       | Rajwinder Kaur K. M. Beenamol Chitra Soman Manjeet Kaur (Vorlauf)                        | 3:26,89    | NR        |
| 4     | Deutschland  | Claudia Hoffmann Claudia Marx Jana Neubert Grit Breuer                                   | 3:27,75    |           |
| 5     | Mexiko       | Liliana Allen Magali Yañez Ana Guevara Mayra Marcela González                            | 3:27,88    | NR        |
| 6     | Brasilien    | Maria Laura Almirão Josiane Tito Geisa Aparecida Coutinho Lucimar Teodoro                | 3:28,43    |           |
| 7     | Ukraine      | Oleksandra Ryschkowa Oksana Iljuschkina Antonina Jefremowa Natalija Pyhyda               | 3:28,62    |           |
| 8     | Senegal      | Aïda Diop Mame Tacko Diouf Aminata Diouf Fatou Bintou Fall                               | 3:35,18    |           |

## Finale
28. August 2004, 22:00 Uhr
| Platz | Staffel        | Besetzung | Zeit (min) |
| ----- | -------------- | --- | ---------- |
| 1     | USA            | DeeDee Trotter (Finale) Monique Henderson Sanya Richards-Ross Monique Hennagan (Finale) im Vorlauf außerdem: Crystal Cox Moushaumi Robinson | 3:19,01    |
| 2     | Russland       | Olesja Krasnomowez Natalja Nasarowa (Finale) Olesja Sykina Natalja Antjuch (Finale) im Vorlauf außerdem: Natalja Iwanowa Tatjana Firowa     | 3:20,16    |
| 3     | Jamaika        | Novlene Williams (Finale) Michelle Burgher Nadia Davy Sandie Richards im Vorlauf außerdem: Ronetta Smith                                    | 3:22,00    |
| 4     | Großbritannien | Donna Fraser (Finale) Catherine Murphy Christine Ohuruogu Lee McConnell im Vorlauf außerdem: Helen Karagounis                               | 3:25,12    |
| 5     | Polen          | Zuzanna Radecka Monika Bejnar Małgorzata Pskit Grażyna Prokopek                                                                             | 3:25,22    |
| 6     | Rumänien       | Angela Moroșanu Alina Rîpanu Maria Rus Ionela Târlea                                                                                        | 3:27,36    |
| 7     | Indien         | Sathi Geetha (Finale) K. M. Beenamoll Chitra Soman Rajwinder Kaur im Vorlauf außerdem: Manjeet Kaur                                         | 3:28,51    |
| 8     | Griechenland   | Kharikleia Bouda Chrysoula Goudenoudi Dimitra Dova Fani Chalkia                                                                             | 3:45,70    |

In den Staffeln gab es im Finale folgende Besetzungsänderungen:
- USA – Crystal Cox wurde durch DeeDee Trotter und Moushaumi Robinson durch Monique Hennagan ersetzt.
- Russland – Natalja Nasarowa lief für Natalja Iwanowa und Natalja Antjuch für Tatjana Firowa.
- Jamaika – Novlene Williams ersetzte Ronetta Smith.
- Großbritannien – Helen Karagounis wurde durch Donna Fraser ersetzt.
- Indien – Sathi Geetha lief anstelle von Manjeet Kaur.

Es wurde ein Dreikampf zwischen den letzten drei Weltmeisterstaffeln erwartet. Die amtierenden Weltmeisterinnen aus den USA trafen auf Russland (Weltmeisterinnen 1999) und Jamaika (Weltmeisterinnen 2001).
US-Startläuferin DeeDee Trotter brachte ihre Staffel in die führende Position. Die Russinnen und Jamaikanerinnen folgten auf Tuchfühlung. Doch auf ihrer Schlussgeraden vergrößerte die zweite US-Läuferin Monique Henderson den Vorsprung erheblich. Russland wechselte an zweiter, Jamaika an dritter Stelle. Mit größerem Abstand folgte Polen auf Rang vier. In der dritten Runde änderte sich nicht viel. Sanya Richards-Ross übergab mit deutlichem Vorsprung der USA an ihre Schlussläuferin Monique Hennagan, Russland wechselte dahinter knapp vor Jamaika. Alle anderen Mannschaften lagen bereits weit abgeschlagen auf den folgenden Plätzen. Die US-Staffel ließ sich auf der Schlussrunde den Sieg nicht mehr nehmen, auch Russland verteidigte den zweiten Platz. Die Jamaikanerinnen kamen als Dritte ins Ziel mit einem Vorsprung von über drei Sekunden auf Großbritannien – die britische Schlussläuferin Lee McConnell war auf den letzten Metern noch an der Polin Grażyna Prokopek vorbeigezogen. Die Staffel Rumäniens kam auf den sechsten Rang. Auf den ersten drei Plätzen gab es somit den exakt gleichen Einlauf wie bei den Weltmeisterschaften im Vorjahr.
Für die US-Staffel war es der dritte Olympiasieg in Folge über 4-mal 400 Meter, der vierte Sieg insgesamt.

## Videolinks
- Lee McConnell - 2004 Athens Olympics 4x400m Final, youtube.com, abgerufen am 25. Februar 2022
- Womens 4x400m final Athens Summer Olympics 2004, youtube.com, abgerufen am 11. Mai 2018